# لئون چهارم

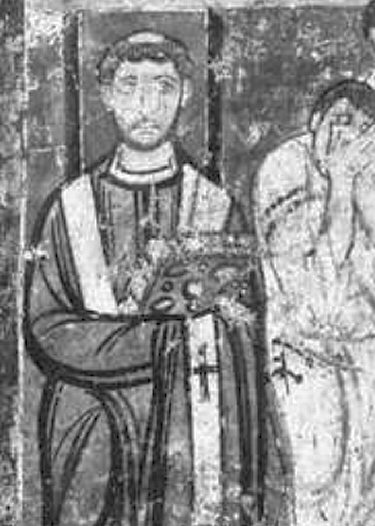

پاپ لئون چهارم (به انگلیسی: Leo IV) (تولد ۷۹۰ - درگذشت ۱۷ ژوئیه ۸۵۵) یکی از پاپ‌های کلیسای کاتولیک رم بود که در رم به دنیا آمد و از ۸۴۷ تا ۸۵۵ میلادی پاپ بود.